# Zoner Photo Studio
Zoner Photo Studio – czeskie oprogramowanie graficzne i edytor fotografii. Należy do najczęściej używanych programów do edycji zdjęć cyfrowych w Czechach oraz jest szeroko stosowany na całym świecie.
Program jest przeznaczony dla systemów z rodziny Microsoft Windows.
Twórcą programu jest przedsiębiorstwo Zoner Software (zał. 1993) z siedzibą w Brnie.